# Glenn Howerton
Glenn Howerton, né le 13 avril 1976 à Okinawa, au Japon, est un acteur, scénariste et producteur de télévision américain.
Il est surtout connu pour son rôle de Dennis Reynolds dans la série Philadelphia, dans laquelle il est aussi scénariste et producteur exécutif. Il a également tenu le rôle de Corey Howard dans la sitcom That '80s Show.

## Biographie
Howerton est né au Japon. Son père, Glenn Howerton Franklin, Jr., était un pilote de chasse. En conséquence, Howerton a grandi à Londres, en Corée du Sud, et à Montgomery, Alabama. Il est diplômé de Jefferson Davis High School de Montgomery. Il s'est ensuite rendu à la New School of the Arts, à Miami, en Floride, pendant deux ans avant d'aller à Juilliard de New York City. Tout en obtenant son diplôme, il a travaillé comme professeur d'art dramatique durant ses étés au Camp d'été français Woods à Hancock, NY.

### Carrière
Howerton est apparu en guest star dans Urgences en tant que le Dr Nick Cooper (six épisodes en 2003) et a eu des petits rôles dans Serenity, Must Love Dogs (2005, voir (en) Must Love Dogs (film)), et The Strangers. Howerton a aussi incarné un infirmier dans Hyper Tension, et reprend à nouveau son rôle dans la suite Hyper Tension 2. Il sera aussi le producteur exécutif d'une nouvelle série, Boldly Going Nowhere, avec les créateurs de Philadelphia.
Depuis 2009, il est marié avec l'actrice Jill Latiano, qui a fait une apparition dans Philadelphia. Le couple a eu deux enfants.

## Filmographie
(février 2023).
| Film         | Film                                | Film                         | Film                                        |
| Année        | Film                                | Rôle                         | Notes                                       |
| ------------ | ----------------------------------- | ---------------------------- | ------------------------------------------- |
| 2005         | La Main au collier (Must Love Dogs) | Michael                      |                                             |
| 2005         | Serenity                            | Lilac Young Tough            |                                             |
| 2006         | Hyper Tension                       | Docteur                      |                                             |
| 2006         | Two Weeks                           | Matthew Bergman              |                                             |
| 2008         | The Strangers                       | Mike                         |                                             |
| 2008         | Happy Wednesday                     | Spencer Scott                |                                             |
| 2009         | Hyper Tension 2                     | Docteur                      |                                             |
| 2011         | Everything Must Go                  | Gary                         |                                             |
| 2020         | The Hunt de Craig Zobel             | Richard                      |                                             |
| 2020         | Archenemy                           | Le manager                   |                                             |
| 2023         | BlackBerry de Matt Johnson          |                              |                                             |
| Télévision   |                                     |                              |                                             |
| Année        | Nom                                 | Rôle                         | Notes                                       |
| 2002         | Monday Night Mayhem                 | Dick Ebersol                 | Téléfilm                                    |
| 2002         | The Job                             | Young Guy                    | 1 épisode                                   |
| 2002         | That '80s Show                      | Corey Howard                 | 13 épisodes                                 |
| 2002         | That Was Then                       | Noah Benjamin                | 1 épisode                                   |
| 2003         | E.D.N.Y                             | Paul Webster                 | Téléfilm                                    |
| 2003         | Urgences                            | Dr. Nick Cooper              | 6 épisodes                                  |
| 2005–présent | Philadelphia                        | Dennis Reynolds              | 84 épisodes Producteur exécutif, scénariste |
| 2009         | Glenn Martin, DDS                   | Voix                         | 2 épisodes                                  |
| 2009         | American Dad!                       | Animal Control Guy #1 (Voix) | 1 épisode                                   |
| 2009         | Boldly Going Nowhere                | -                            | Producteur exécutif, scénariste             |
| 2009–présent | The Cleveland Show                  | Ernie Krinklesac (Voix)      | 17 épisodes                                 |
| 2014         | Fargo                               | Don Chumph                   | 5 épisodes                                  |